# Donghuji
Donghuji (kinesiska: 东胡集, 东胡集镇) är en köping i Kina. Den ligger i provinsen Jiangsu, i den östra delen av landet, omkring 210 kilometer norr om provinshuvudstaden Nanjing. Antalet invånare är 20841. Befolkningen består av 10 943 kvinnor och 9 898 män. Barn under 15 år utgör 22,0 %, vuxna 15-64 år 63 %, och äldre över 65 år 13,0 %.
Genomsnittlig årsnederbörd är 1 080 millimeter. Den regnigaste månaden är juli, med i genomsnitt 229 mm nederbörd, och den torraste är januari, med 19 mm nederbörd.